# Agrilus blandus
Agrilus blandus es una especie de insecto del género Agrilus, familia Buprestidae, orden Coleoptera. Fue descrita por Horn, 1891.
Se encuentra en el sur de California, Estados Unidos. Se alimenta de Eriogonum (Polygonaceae).